# Затар (приправа)
Затар (арабською زعتر,  заʿтар, також За' тар, За'атар, захтар або сатар) — приправа з трав, широко поширена в Північній Африці, Близькому Сході, в Туреччині, складова арабської та північноафриканської кухні. До суміші додаються як основний складник материнка сирійська, майоран, чебрець або також суміш цих трав.
Затар — це назва групи рослин родини глухокропивних, а саме таких як: материнка, майоран, чабер. 
Затар як пряна рослина, а також як суміш трав використовується в Лівії, Сирії, Палестині, Вірменії, Алжирі, Йорданії, Марокко, Саудівській Аравії, Тунісі, Туреччині, Єгипті, Іраці, Ізраїлі.
За традицією затар змішують з оливковою олією, а також використовують як приправу до м'яса, та як соус, для ароматизації олії.

## Рецепт
До основного рецепту входить: материнка сирійська, сумах, підсмажений кунжут, сіль. До цього рецепту можуть додаватися і інші складники. В Алепо додають чебрець сирійський, в Лівії — додають також сумах, в Палестині — зіру.

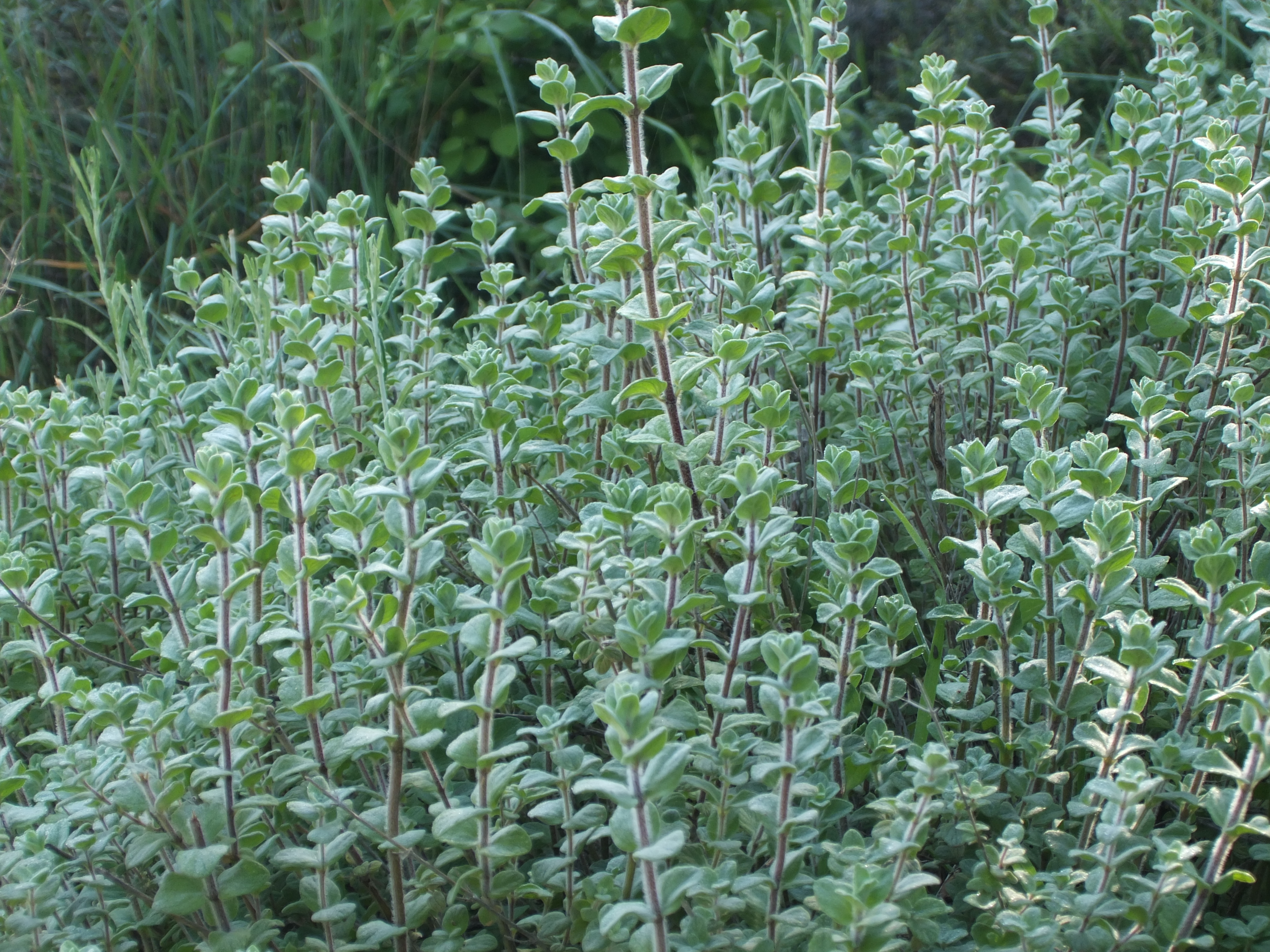
Материнка сирійська
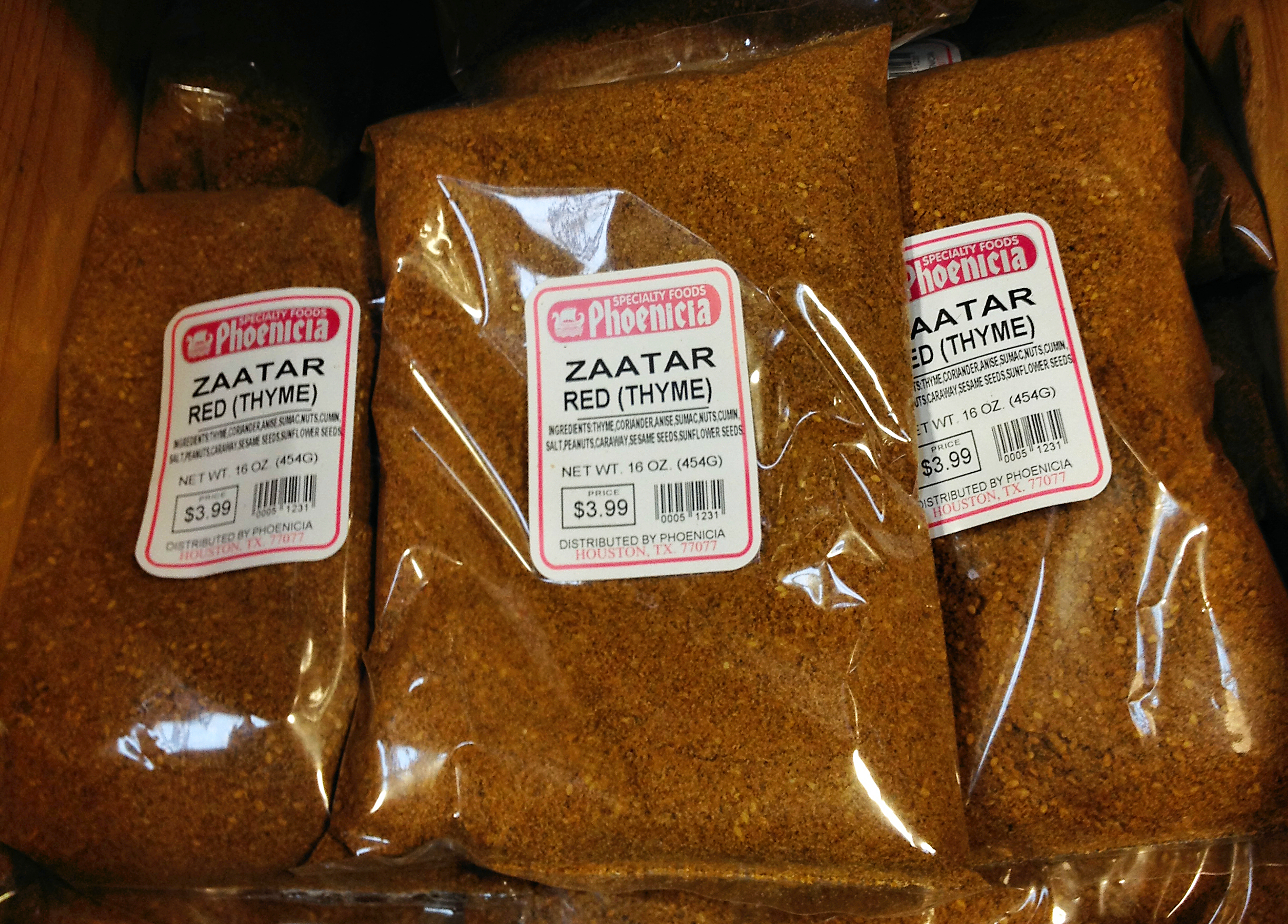